# Flugplatz Aranuka

i7
i11
i13
Der Flugplatz Aranuka, offiziell engl.: Aranuka Airport, (IATA-Code: AAK, ICAO-Code: NGUK) liegt etwa einen Kilometer nördlich des Orts Buariki auf der gleichnamigen Insel Buariki im Aranuka-Atoll des Staates Kiribati. 
Air Kiribati verbindet Aranuka im Linienverkehr zweimal wöchentlich mit dem Bonriki International Airport auf Tarawa.

## Flugverbindungen
- Air Kiribati (Tarawa)